# 奧瑟拉爾
奧塞拉爾（挪威語：Åseral）是挪威阿格德爾郡的一個市镇。區政中心位於許爾謝比格達，面积為887平方公里，2008年人口為905人，人口密度	為1人/平方公里。